# MAST2
La proteína quinasa de serina/treonina 2 asociada a los microtúbulos es una enzima que en los humanos está codificada por el gen MAST2. La proteína codificada por este gen controla la actividad de TRAF6 y NF-kappaB.

## Interacciones
Se ha demostrado que MAST2 interactúa con PCLKC.

## Organismos modelo
Se han utilizado organismos modelo en el estudio de la función MAST2. Se ha generado una línea de ratón knockout condicional llamada Mast2tm1a(KOMP)Wtsi. Se sometieron a animales machos y hembras a una prueba fenotípica estandarizada para determinar los efectos de la eliminación del gen. También se ha realizado un fenotipado inmunológico en profundidad.
| Características                            | Fenotipo |
| ------------------------------------------ | -------- |
| Insulina                                   | Normal   |
| Viabilidad homocigótica en P14             | Normal   |
| Fertilidad homocigótica                    | Normal   |
| Peso corporal                              | Normal   |
| Evaluación neurológica                     | Normal   |
| Fuerza de prensión                         | Normal   |
| Dismorfología                              | Normal   |
| Calorimetría indirecta                     | Normal   |
| Prueba de tolerancia a la glucosa          | Normal   |
| Respuesta auditiva del tronco cerebral     | Normal   |
| DEXA                                       | Normal   |
| Radiografía                                | Normal   |
| Morfología ocular                          | Normal   |
| Química clínica                            | Normal   |
| Hematología 16 Semanas                     | Normal   |
| Leucocitos en sangre periférica 16 semanas | Normal   |
| Peso del corazón                           | Normal   |
| Infección por Salmonella                   | Normal   |
| Función citotóxica de células T            | Normal   |
| Challenge de gripe                         | Normal   |